# Van Gogh Village Museum
Het Van Gogh Village Museum is een museum in het Nederlandse dorp Nuenen, gewijd aan kunstschilder Vincent van Gogh, en deels gericht op zijn periode in Nuenen. Buiten aandacht voor de werken van van Gogh is er ook Vincents Lichtlab. Hier worden experimenten gedaan met licht en kleur. Dit waren belangrijke onderdelen in de werken van Van Gogh.

## Geschiedenis
Het museum is gevestigd in het voormalige gemeentehuis van Nuenen uit 1874 en werd in eerste instantie geopend op 18 juli 2010 onder de naam Vincentre. Het huidige museum werd op 16 mei 2023 geopend door Koningin Máxima.

## Collectie
In de vaste opstelling van het museum wordt met behulp van audiovisuele technieken het verhaal van Vincent van Gogh en Nuenen verteld. Van Gogh verbleef hier van 1883 tot 1885 en realiseerde in deze periode een belangrijk deel van zijn oeuvre. Er zijn onder meer reproducties te zien van schilderijen met landschappen en kerken, zoals Van Gogh ze in Nuenen heeft vastgelegd. Het schilderij De aardappeleters, in 1885 in Nuenen vervaardigd, is bovendien onderwerp van de multimediapresentatie Heel Nuenen in een meesterwerk.

## Galerij

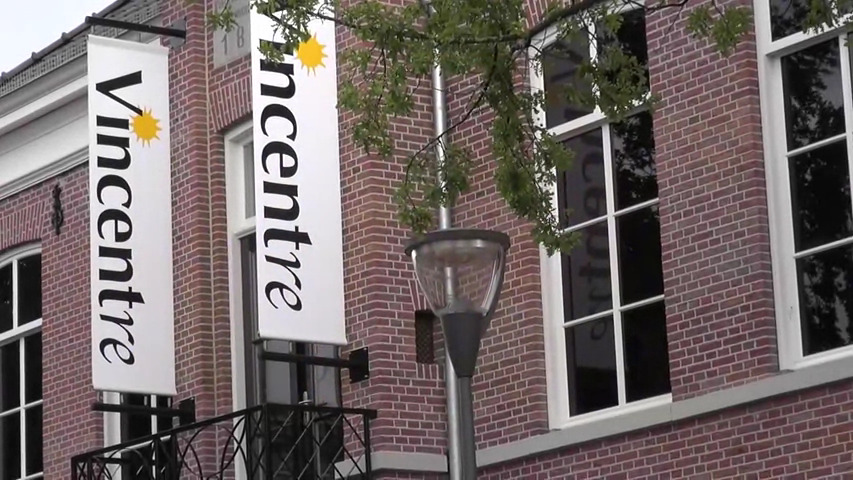
Simone van der Heiden over het museum (2013)
- Vincentre (2013)
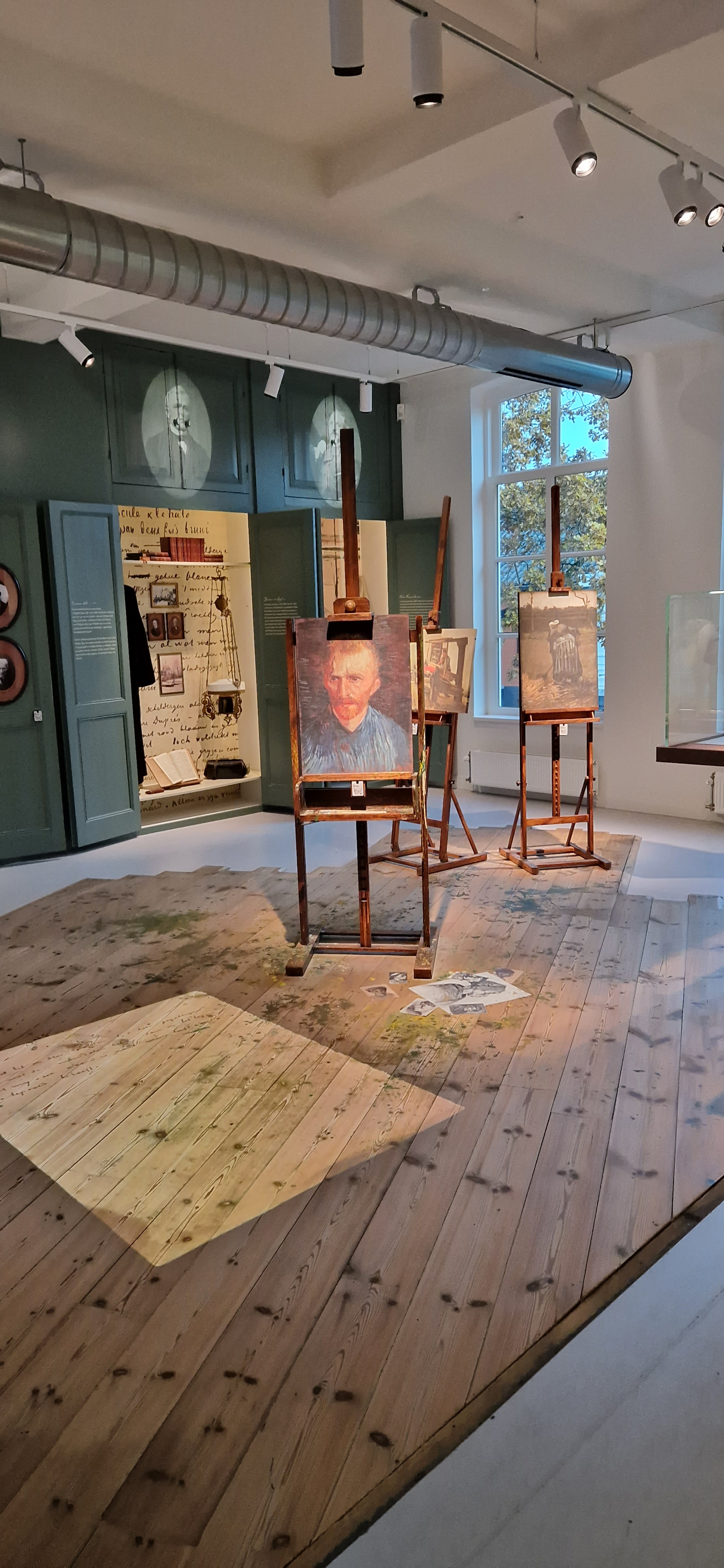
Toonzaal (2023)